# Vice-Premier ministre du Royaume-Uni
Le Vice-Premier ministre du Royaume-Uni de Grande-Bretagne et d'Irlande du Nord (Deputy Prime Minister of the United Kingdom of Great Britain and Northern Ireland) est un membre important du cabinet au sein du gouvernement britannique. Cette fonction, qui n'est pas toujours pourvue, ne s'appuie sur aucune administration ministérielle et est utilisée par le Premier ministre pour honorer un membre de son gouvernement disposant souvent par ailleurs d'un autre portefeuille.

## Origines de la création
Les raisons qui président à la nomination d'un vice-Premier ministre sont variées. Durant la Seconde Guerre mondiale, il existait dans la coalition d'union nationale au pouvoir une division du travail : Winston Churchill s'occupait de la Guerre tandis que le travailliste Clement Attlee traitait les Affaires intérieures. La nomination de ce dernier au poste de vice-Premier ministre sanctionne cette division en lui conférant un statut prééminent dans le cabinet.
La fonction a été aussi utilisée pour récompenser la loyauté d'un membre important du parti au pouvoir (William Whitelaw), atténuer par les honneurs une rétrogradation ministérielle (Geoffrey Howe qui venait de perdre les affaires étrangères) ou pour donner un statut symbolique à un membre du gouvernement (John Prescott).

## Pouvoir
Contrairement à ce qui peut se faire dans d'autres pays, le vice-Premier ministre ne dispose d'aucun pouvoir particulier et n'a pas vocation à se substituer au Premier ministre en cas d'absence ou de maladie. Il n'a pas vocation aussi à succéder au Premier ministre en cas de mort en mandat, de démission, d’empêchement ou de destitution (impeachment) de ce dernier. Pourtant, si, de jure, son détenteur ne détient aucun pouvoir supplémentaire, cette fonction lui donne, de facto, une position prédominante dans le cabinet. Ainsi, il est d'usage qu'il remplace en son absence le Premier ministre lors des questions au gouvernement.

## Liste des vice-Premiers ministres
Légende
(partis politiques)
- Conservateur
- Libéral-démocrate
- Travailliste

| Nom          | Nom          | Nom               | Dates du mandat   | Dates du mandat   | Parti             | Autres fonctions durant le mandat                                                                                        | Premier ministre  |
| ------------ | ------------ | ----------------- | ----------------- | ----------------- | ----------------- | --- | ----------------- |
|              |              | Clement Attlee    | 19 février 1942   | 23 mai 1945       | Travailliste      | Secrétaire d'État aux Dominions Lord Président du Conseil                                                                | Winston Churchill |
|              |              | Herbert Morrison  | 26 juin 1945      | 26 octobre 1951   | Travailliste      | Lord Président du Conseil Leader de la Chambre des communes Secrétaire d'État des Affaires étrangères et du Commonwealth | Clement Attlee    |
|              |              | Anthony Eden      | 26 octobre 1951   | 6 avril 1955      | Conservateur      | Secrétaire d'État des Affaires étrangères et du Commonwealth                                                             | Winston Churchill |
| Poste vacant | Poste vacant | Poste vacant      | 1955-1962         | 1955-1962         |                   | |                   |
|              |              | Rab Butler        | 13 juin 1962      | 18 octobre 1963   | Conservateur      | Premier Secrétaire d'État                                                                                                | Harold Macmillan  |
| Poste vacant | Poste vacant | Poste vacant      | 1963-1979         | 1963-1979         |                   | |                   |
|              |              | William Whitelaw  | 4 mai 1979        | 10 janvier 1988   | Conservateur      | Secrétaire d'État à l'Intérieur Lord président du Conseil Leader de la Chambre des lords                                 | Margaret Thatcher |
| Poste vacant | Poste vacant | Poste vacant      | 1988-1989         | 1988-1989         |                   | |                   |
|              |              | Geoffrey Howe     | 24 juin 1989      | 1er novembre 1990 | Conservateur      | Lord Président du Conseil Leader de la Chambre des communes                                                              | Margaret Thatcher |
| Poste vacant | Poste vacant | Poste vacant      | 1990-1995         | 1990-1995         |                   | |                   |
|              |              | Michael Heseltine | 20 juin 1995      | 2 mai 1997        | Conservateur      | Premier Secrétaire d'État                                                                                                | John Major        |
|              |              | John Prescott     | 2 mai 1997        | 27 juin 2007      | Travailliste      | Secrétaire d'État à l'Environnement, aux Transports et aux Régions Premier Secrétaire d'État                             | Tony Blair        |
| Poste vacant | Poste vacant | Poste vacant      | 2007-2010         | 2007-2010         |                   | |                   |
|              |              | Nick Clegg        | 11 mai 2010       | 8 mai 2015        | Libéral-démocrate | Lord Président du Conseil                                                                                                | David Cameron     |
| Poste vacant | Poste vacant | Poste vacant      | 2015-2021         | 2015-2021         |                   | |                   |
|              |              | Dominic Raab      | 15 septembre 2021 | 6 septembre 2022  | Conservateur      | Secrétaire d'État à la Justice Lord chancelier                                                                           | Boris Johnson     |
|              |              | Thérèse Coffey    | 6 septembre 2022  | 25 octobre 2022   | Conservateur      | Secrétaire d'État à la Santé et à la Protection sociale                                                                  | Liz Truss         |
|              |              | Dominic Raab      | 25 octobre 2022   | 21 avril 2023     | Conservateur      | Secrétaire d'État à la Justice Lord chancelier                                                                           | Rishi Sunak       |
|              |              | Oliver Dowden     | 21 avril 2023     | 5 juillet 2024    | Conservateur      | Secrétaire d'État au Bureau du Cabinet Chancelier du duché de Lancastre                                                  | Rishi Sunak       |
|              |              | Angela Rayner     | 5 juillet 2024    | En cours          | Travailliste      | Secrétaire d'État à l'Égalité des chances, au Logement et aux Communautés                                                | Keir Starmer      |